# 올림픽 니제르 선수단
니제르는 1976년과 1980년을 제외하고 1964년부터 개최된 모든 하계 올림픽에 선수단을 파견했다. 니제르는 올림픽 메달을 획득한 적이 단 두 번뿐이다. 1972년 라이트 웰터급 복싱에서 동메달을 딴 이사카 다보르그(Issaka Daborg)와 우승을 차지한 압둘 라자크 이수푸이다. 2016년 남자 +80kg 태권도에서 은메달을 획득했다. 니제르 출신 선수는 동계 올림픽에 참가한 적이 없다.

## 대회별 메달 집계

### 하계 올림픽 메달 집계
| 경기                  | 선수          | 금 | 은 | 동 | 합계 | 순위 |
| 1964년 도쿄           | 1             | 0  | 0  | 0  | 0    | –    |
| 1968년 멕시코시티     | 2             | 0  | 0  | 0  | 0    | –    |
| 1972년 뮌헨           | 4             | 0  | 0  | 1  | 1    | 43   |
| 1976년 몬트리올       | 불참          |    |    |    |      |      |
| 1980년 모스크바       | 불참          |    |    |    |      |      |
| 1984년 로스앤젤레스   | 4             | 0  | 0  | 0  | 0    | –    |
| 1988년 서울           | 6             | 0  | 0  | 0  | 0    | –    |
| 1992년 바르셀로나     | 3             | 0  | 0  | 0  | 0    | –    |
| 1996년 애틀랜타       | 3             | 0  | 0  | 0  | 0    | -    |
| 2000년 시드니         | 4             | 0  | 0  | 0  | 0    | -    |
| 2004년 아테네         | 4             | 0  | 0  | 0  | 0    | –    |
| 2008년 베이징         | 4             | 0  | 0  | 0  | 0    | -    |
| 2012년 런던           | 6             | 0  | 0  | 0  | 0    | –    |
| 2016년 리우데자네이루 | 6             | 0  | 1  | 0  | 1    | 69   |
| 2020년 도쿄           | 7             | 0  | 0  | 0  | 0    | -    |
| 2024년 파리           | 미래의 이벤트 |    |    |    |      |      |
| 2028년 로스앤젤레스   | 미래의 이벤트 |    |    |    |      |      |
| 2032년 브리즈번       | 미래의 이벤트 |    |    |    |      |      |
| 합계                  | 합계          | 0  | 1  | 1  | 2    | 127  |

### 종목별 메달
| 종목       | 금 | 은 | 동 | 합계 |
| ---------- | -- | -- | -- | ---- |
| 태권도     | 0  | 1  | 0  | 1    |
| 복싱       | 0  | 0  | 1  | 1    |
| 합계 (2개) | 0  | 1  | 1  | 2    |

## 메달리스트 목록
| 메달   | 이름               | 경기                  | 종목   | 이벤트            |
| ------ | ------------------ | --------------------- | ------ | ----------------- |
| 동메달 | 이사카 다보르그    | 1972년 뮌헨           | 복싱   | 남자 라이트웰터급 |
| 은메달 | 압둘 라자크 이수푸 | 2016년 리우데자네이루 | 태권도 | 남자 80kg급       |